# Entweder – oder
Entweder – oder (Soit...soit) est une polka rapide de Johann Strauss II (op. 403). L'œuvre est créée le 14 février 1882 dans la Sofiensaal de Vienne.

## Histoire
La polka est composée sur la base de motifs de l'opérette Der lustige Krieg, bien que les deux mots de son titre ne figurent nullement dans le texte de l'opérette. Sa mélodie principale apparait dans le chant de marche de Violetta Es war ein lustig' Abenteuer  (Acte 2), tandis que la musique de la section Trio provient  du refrain du final de l’acte 1, Statt der Orgel, et de la dernière section de l’introduction de l’acte 2, Den Feind, den möcht' ich she’n. Il est probable que le titre ait été suggéré au compositeur à partir d’une scène de son opérette où les personnages discutent de diverses alternatives : le bonheur ou le malheur ; le café noir ou blanc, la guerre ou la paix. La polka est créée à l'occasion du bal de carnaval de l'Association des journalistes de Concordia le 14 février 1882 dans la salle Sofienbad sous la direction de son frère Eduard.

## Durée
Sa durée d'exécution est d'environ 2 minutes et 30 secondes. Elle peut varier légèrement selon l'interprétation musicale du chef d'orchestre .

## Interprétation notable
En 2012, la pièce est jouée lors du célèbre concert du nouvel an à Vienne, sous la direction de Mariss Jansons, et en 2025 sous la direction de Riccardo Muti.